# After Hours (canción de The Weeknd)
«After Hours» es una canción del cantautor canadiense The Weeknd. Fue lanzado por XO y Republic Records como el primer sencillo promocional de su cuarto álbum de estudio con el mismo nombre el 19 de febrero de 2020. The Weeknd escribió y produjo la canción con sus productores Illangelo, DaHeala y Mario Winans, con Belly recibiendo créditos de escritura adicionales. Se incluyeron fragmentos de la canción en el cortometraje homónimo del álbum principal.  Un remix de la canción de The Blaze se lanzó junto con la edición de lujo de su álbum principal el 23 de marzo de 2020.

## Antecedentes y lanzamiento
El 13 de febrero de 2020, The Weeknd anunció el título del álbum principal del mismo nombre que After Hours,  tras el lanzamiento de los sencillos de éxito comercial «Heartless» y «Blinding Lights». Cinco días después, el 18 de febrero, anunció la fecha de lanzamiento del sencillo promocional «After Hours» y luego reveló la portada de su álbum principal.  Tras el lanzamiento de «After Hours» el 19 de febrero de 2020, también se reveló la fecha de lanzamiento de su álbum principal.

## Composición y letra
"After Hours" es una composición electro y house "oscura, arremolinada" y "siniestra" . Según Sheldon Pearce de Pitchfork , la pista "se abre con su antiguo estilo característico: falsete, ecos y tonos recurrentes, hasta que de repente estalla en una producción de baile ".
La letra de la canción habla del arrepentimiento de  The Weeknd por terminar una relación con un ex amante y su deseo de que se reconcilien y tengan hijos. La canción procede a escuchar a  The Weeknd asumiendo la responsabilidad por la desaparición de la relación, prometiendo que si su ex amante regresara con él, no la decepcionaría nuevamente.

## Recepción de la crítica
Los críticos compararon su sonido con el material inicial de Trilogy de The Weeknd . La reacción de los fans también fue favorable. En una reseña semanal, el personal del sitio web de noticias musicales BrooklynVegan describió la canción como "un éxito de cuatro en el piso". Shaad D'Souza de The FADER colocó la canción en su lista de "Las 20 mejores canciones pop en este momento", afirmando que "Abel Tesfaye se sumerge en el territorio de Trilogy con esta fantasía sexual húmeda y depresiva. ¡Me encanta!

## Desempeño comercial
"After Hours" ingresó al Billboard Hot 100 en el número 77 en la edición del 29 de febrero de 2020, luego de dos días de seguimiento. La semana siguiente subió 57 lugares hasta el número 20 en la lista.
En la lista de las 100 mejores canciones de Rolling Stone , la canción debutó en el puesto 43 en la semana que finalizó el 20 de febrero de 2020. Más tarde ascendió al número cinco en la lista, la semana siguiente, en el período de seguimiento que finalizó el 27 de febrero de 2020.
En el país natal de la cantante, Canadá, "After Hours" alcanzó el número 14 en el Canadian Hot 100 . En el Reino Unido, la canción alcanzó el número 20, convirtiéndose en el 19º éxito entre los 40 primeros de The Weeknd en la nación.

## Personal
Créditos adaptados de Tidal.
- The Weeknd : voz, composición, producción, teclados, programación
- Belly - composición de canciones
- DaHeala - composición, producción, teclados, programación
- Illangelo : composición, producción, teclados, programación, ingeniería, mezcla
- Mario Winans - composición, producción
- Shin Kamiyama - ingeniería
- Dave Kutch - masterización
- Kevin Peterson - masterización

## Posicionamiento en listas
| Lista (2020)                                | Mejor Posición |
| ------------------------------------------- | -------------- |
| Australia (ARIA)                            | 11             |
| Austria (Ö3 Austria Top 40)                 | 33             |
| Bélgica (Flandes) (Ultratop 50)             | 43             |
| Bélgica (Valonia) (Ultratip Bubbling Under) | 20             |
| Canadá (Canadian Hot 100)                   | 14             |
| República Checa (Singles Digitál Top 100)   | 9              |
| Dinamarca (Tracklisten)                     | 17             |
| Estonia (Eesti Tipp-40)                     | 4              |
| Finlandia (OFC)                             | 11             |
| Francia (SNEP)                              | 44             |
| Alemania (Offizielle Deutsche Charts)       | 35             |
| Grecia (IFPI)                               | 5              |
| Islandia (Plötutíðindi)                     | 14             |
| Irlanda (IRMA)                              | 14             |
| Italia (FIMI)                               | 36             |
| Lituania (AGATA)                            | 5              |
| Malasia (RIM)                               | 11             |
| Mexico Airplay (Billboard)                  | 31             |
| Países Bajos (Mega Single Top 100)          | 27             |
| Nueva Zelanda (Recorded Music NZ)           | 29             |
| Noruega (VG-lista)                          | 14             |
| Portugal (AFP)                              | 18             |
| Escocia (Scottish Singles Sales Chart)      | 87             |
| Singapur (RIAS)                             | 17             |
| Eslovaquia (Singles Digitál Top 100)        | 6              |
| España (PROMUSICAE)                         | 84             |
| Suecia (Sverigetopplistan)                  | 10             |
| Suiza (Schweizer Hitparade)                 | 16             |
| Reino Unido (UK Singles Chart)              | 20             |
| Reino Unido (UK R&B Chart)                  | 9              |
| Estados Unidos (Billboard Hot 100)          | 20             |
| Estados Unidos (Hot R&B/Hip-Hop Songs)      | 10             |
| Estados Unidos (Rhythmic)                   | 34             |
| US Rolling Stone Top 100                    | 5              |

## Certificaciones
| Región                                                               | Certificación | Unidades certificadas /ventas |
| -------------------------------------------------------------------- | ------------- | ----------------------------- |
| Australia ( ARIA )                                                   | Platino       | 70.000‡                       |
| Noruega ( IFPI Noruega)                                              | Oro           | 30,000‡                       |
| Polonia ( ZPAV )                                                     | Oro           | 10,000‡                       |
| Reino Unido ( BPI )                                                  | Plata         | 200,000‡                      |
| Estados Unidos ( RIAA )                                              | Platino       | 1,000,000‡                    |
| ‡ Cifras de ventas+streaming basadas únicamente en la certificación. |               |                               |

## Historial de lanzamientos
| Región | Fecha                 | Formato                      | Etiquetas     |
| ------ | --------------------- | ---------------------------- | ------------- |
| Varios | 19 de febrero de 2020 | Descarga Digital y Streaming | XO y Republic |